# قرقیز ترنس اویا
قرقیز ترنس اویا (به انگلیسی: Kyrgyz Trans Avia) یک شرکت هواپیمایی با کد یاتا 6K است که در تاریخ ۲۰۰۹ میلادی تأسیس شده است.
دفتر مرکزی قرقیز ترنس اویا در بیشکک، قرقیزستان واقع شده‌است و قطب این شرکت هواپیمایی در فرودگاه بین‌المللی مناس قرار دارد.